# 安扎河
安扎河是意大利的河流，位於該國北部皮埃蒙特大區，屬於托切河的右支流，河道全長35公里，發源自馬庫尼亞加，河畔城鎮有班尼奧安齊諾。
46°00′N 8°17′E / 46.000°N 8.283°E